# デルゲット
デルゲット（deelgeed）とはアメリカ・インディアンのナバホー族の神話に伝わる怪物。最初の男と最初の女に創られた怪物で、カモシカの姿をしていた。太陽と人間の女エスタナトレーヒの間に生まれた双子の英雄、トバデスチンとナヘナッツァーニに退治された。